# République socialiste soviétique moldave
Pour les articles homonymes, voir Moldavie (homonymie).
1940–1991
Entités précédentes :
- Royaume de Roumanie
- République socialiste soviétique autonome moldave (RSSU)

Entités suivantes :
- République de Moldavie
- République socialiste soviétique moldave du Dniestr
- République gagaouze

La République socialiste soviétique moldave (en russe : Молдавская Советская Социалистическая Республика, Moldavskaïa Sovietskaïa Sotsialisitcheskaïa Respoublika, littéralement « République socialiste des conseils moldave » ; en moldave : Република Советикэ Сочиалистэ Молдовеняскэ ; en lettres latines Republica Sovietică Socialistă Moldovenească) ou RSSM, était l'une des 15 républiques unionales (republică unională, союзная республика) de l'Union des républiques socialistes soviétiques avant la dislocation de celle-ci en 1991. Elle a été renommée république socialiste soviétique de Moldavie (Republica Sovietică Socialistă Moldova) après la déclaration de sa souveraineté le 23 juin 1990, nom officiel qu'elle a eu jusqu'au 27 août 1991, date de la proclamation de son indépendance sous le nom de République de Moldavie (Republica Moldova).
La République socialiste soviétique moldave fut créée le 2 août 1940. Son territoire correspond pour 87 % aux deux tiers de la Bessarabie, qui faisait partie de la Roumanie avant la Seconde Guerre mondiale, et pour 13 % à un petit morceau (longeant la rive gauche du Dniestr) de la Podolie ukrainienne, appelée Transnistrie en roumain/moldave, et Pridniestrie en russe.

## Histoire

### La Moldavie soviétique durant la Seconde Guerre mondiale
L'Union soviétique avait déjà mis en place le 12 octobre 1924 une République autonome socialiste soviétique moldave ou RASSM, qui appartenait à la république socialiste soviétique d’Ukraine (RSSU), le long de la rive gauche du Dniestr, qui officiellement donna de nombreux droits à la minorité roumaine de RSSU et qui pour Staline devait « préfigurer ce que sera un jour la Roumanie soviétique [dans le but] d'y porter la révolution ainsi que dans tous les Balkans », de même que la Carélie, plus au nord, devait « préfigurer ce que sera un jour la Finlande soviétique ».
Mais cette politique est abandonnée en 1938 lorsque l'URSS signe un traité de non-agression avec la Roumanie. L'URSS renonce à « soviétiser » toute la Roumanie et ne revendique plus que la Bessarabie, développant pour cela une nouvelle ligne idéologique, le « moldavisme » : les ethnographes soviétiques affirment dès lors que les Moldaves ne sont plus une partie du peuple roumain (celle habitant à l'Est des Carpates, dans le sens géographique du mot « Moldaves »), mais un peuple « différent des Roumains » et vivant exclusivement en RASSM et en Bessarabie.
La RASSM existe donc jusqu'en 1940 comme territoire autonome de l'Ukraine sur la rive gauche du Dniestr, d'une superficie de 8 100 km2, soit le double de la Transnistrie actuelle.
Le pacte Hitler-Staline est signé le 23 août 1939. Par l'article 4 de la clause secrète du traité, la Bessarabie tombe dans la zone d'intérêt soviétique.
Le 26 juin 1940, à la suite de ce pacte, l'URSS envoie un ultimatum à la Roumanie qui lui enjoint de céder la Bessarabie et le nord de la Bucovine, et qui la somme d'évacuer ces territoires en quatre jours, sinon la guerre sera déclenchée. Les deux provinces totalisent une superficie de 50 138 km2 et une population de 3,75 millions d'habitants, moldaves à 68 %. 
L'administration roumaine commence à se retirer des provinces. Les troupes soviétiques pénètrent en Bessarabie avant la fin de l'évacuation, s'emparant des matériels et armements roumains, et commencent par déporter ou assassiner environ 50 000 personnes: des fonctionnaires de l'état roumain, des enseignants, des prêtres, des professions libérales, des commerçants ou des paysans qui refusent les réquisitions, et bien sûr toutes celles qui avaient un passeport Nansen (réfugiés ayant fui l'URSS: russes blancs, juifs, dissidents, sectes refusant le service militaire),,.

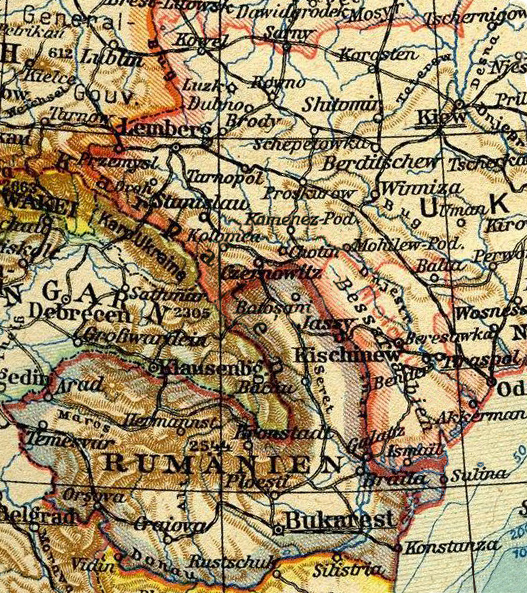
La nouvelle République socialiste soviétique moldave sur une carte allemande de 1940.

Parallèlement, conformément au Pacte germano-soviétique les 93 000 Allemands de Bessarabie sont conduits de force à bord de bateaux réquisitionnés sur le Danube, qui vont les transporter vers Vienne en Autriche : les nazis vont les « installer » en Pologne occupée (Umsiedlung: voir Generalplan Ost). Ce fut le cas de la famille d'un président d'Allemagne : Horst Köhler. Les mêmes bateaux, lors des rotations retour, conduisaient à Sulina (Delta du Danube) des juifs expulsés de Hongrie, dont la plupart s'embarquent de là vers Istanbul (une minorité se réfugie en URSS). Hitler refusera de replier ces familles d'origine allemande transplantées en Pologne qui seront décimées lorsque les troupes soviétiques seront victorieuses sur ce front en 1945.
Le territoire annexé est partagé entre la nouvelle république socialiste soviétique unionale moldave (RSSM), et la République soviétique socialiste ukrainienne (RSSU). Dès l'annexion, le județ de Hotin où à côté des Roumains, vivaient aussi des Ukrainiens, est détaché de la Moldavie et rattaché à l'Ukraine. En août 1940, c'est le Bugeac, au sud du pays annexé, où vivent aussi des Ukrainiens, mais surtout des Russes, des Bulgares et des Gök-Oguz turcophones mais chrétiens, qui est à son tour attribué à l'Ukraine, ainsi que la moitié est de la RASSM avec son ancienne capitale Balta. La date de transformation de la RASSM en RSSM, unie à l'URSS, et séparée de la RSSU est fixée au 2 août 1940. La "Moldavie soviétique" passe ainsi de 8 100 km2 à 31 843 km2 en restant la même RSS Moldave.
En juin 1941 la Roumanie, qui entretemps a remplacé son roi pro-Allié Carol II par le dictateur fasciste Ion Antonescu, efface la RSSM de la carte en participant à l'attaque allemande contre l'URSS et en reprenant pour quatre ans la Bessarabie. Ce n'est plus la Roumanie d'avant-guerre, une démocratie parlementaire pluraliste, mais un état militaire qui annexe aussi la Podolie ukrainienne entre le Dnister et le Buh (dite Transnistrie par les Roumains). 120 000 juifs sur 250 000 et 10 000 Roms sur 130 000 « disparaissent » de l'ancienne Bessarabie durant cette période. La moitié d'entre eux se sont enfuis derrière l'Armée rouge en déroute, mais ont été rattrapés en Ukraine et fusillés sur place, soit par les Allemands, soit par les Roumains, soit même par des retardataires Soviétiques: « ils encombraient les routes ». D'autres ont été enfermés par l'armée d'Antonescu dans des hangars ou silos qui furent incendiés ou dynamités. Une partie des juifs Bessarabiens et Bucoviniens a pu être sauvée grâce aux efforts conjugués de la société Aliyah dirigée par Eugène Meissner et Samuel Leibovici, du réseau maçonnique du SMR dirigé par le Iancou Grigorescu et N.G. Malioglu, de la Croix-Rouge roumaine et de quelques « justes » comme le pharmacien Beceanu de Jassy ou le maire de Cernăuți, Traian Popovici. Mais 120 000 Juifs au moins ont été déportés de Bessarabie en Transnistrie où les autorités d'Antonescu les ont laissé mourir de froid, de malnutrition et de dysenterie. Une page très noire dans l'histoire de la Roumanie et de la Moldavie. Derrière le rideau de fer, les « justes » moldaves ou roumains n'ont pas eu connaissance de l'existence de Yad Vashem, et la plupart sont morts anonymement.

### L'intégration dans l'Union soviétique
L'Union soviétique annexe de nouveau la région en 1944 et les soldats soviétiques qui vont occuper la Roumanie jusqu'en 1958 imposent un gouvernement communiste à Bucarest en mars 1945, aux ordres de Moscou. Ce régime communiste salue la cession à l'URSS de la Bessarabie et de la Bucovine du Nord et l'entérine lors du traité de Paris en février 1947.
Lors des « purges » des années 1944-1955, l'élite moldave d'avant-guerre (les « intellectuels » et la « bourgeoisie »), de même que des centaines de milliers de gens ordinaires sont tués ou déportés, particulièrement en Sibérie et dans les steppes  du Kazakhstan (de façon massive en 1949) : ».
Une grande immigration d'Ukrainiens et de Russes après la Seconde Guerre mondiale crée une minorité de 27 % de slavophones en RSS Moldave. Les Roumains de la RSSM doivent désormais utiliser le russe, pour entrer dans la fonction publique et l'administration (le russe ayant le statut de langue de communication inter-ethnique). Les postes politiques et académiques sont donnés aux membres des groupes ethniques non-roumains (seulement 14 % des chefs politiques de la RSSM sont d'origine roumaine en 1946), bien que ce pourcentage s'élève un peu ensuite. Alors que les toponymes locaux et l'alphabet latin sont conservés dans les trois républiques baltes, en Moldavie tout est russifié, comme on peut le constater sur toutes les cartes soviétiques et dans la presse moldave de cette époque. Seul l'alphabet cyrillique russe est autorisé. Les noms des villes et des villages sont modifiés de façon qu'ils sonnent plus « slave », ou sont renommés : c'est la russification. 
Le gouvernement soviétique encourage le développement d'une « culture moldave », que l'on veut la plus différente possible de la culture roumaine, comme le moldave est officiellement différent du roumain (c'est le mouvement « moldaviste », qui vise à mettre en exergue les particularismes et les auteurs purement locaux, et à occulter tout ce que la culture locale peut avoir de commun avec la culture roumaine). L'histoire est modifiée de manière à présenter les Roumains comme des étrangers qui ont opprimé les populations moldaves avant la Seconde Guerre mondiale, avant que ces derniers aient été libérés par les Soviétiques.

### Conséquences démographiques
Selon les rapports du ministre Krouglov à Staline, exhumés par l'historien Nikolai Bougai,, et selon les données des recensements, de 1940 à 1950 la Moldavie a perdu un tiers de sa population, passant de 3 200 000 personnes selon le recensement roumain de 1938, à 2 229 000 selon le recensement soviétique de 1950.
Donc 971 000 personnes ont disparu en 10 ans :
- 140 000 Allemands de Bessarabie ont été déportés vers l'Allemagne en application du Pacte germano-soviétique
- 300 000 Moldaves ont été déportés entre le 28 juin 1940 et le 22 juin 1941 (dans la seule nuit du 13 juin 1941 - 13 470 familles, comprenant 22 648 personnes, dont approximativement 2/3 de femmes et enfants);
- 120 000 Juifs ont été soit massacrés par le régime du maréchal Ion Antonescu, soit ont fui vers l'URSS et ne sont jamais revenus, qu'ils s'y soient établis ou qu'ils y aient été rattrapés par la Wehrmacht et tués par les Einsatzgruppen;
- 250 000 Moldaves ont été déportés entre 1944 et 1948 ;
- 150 000 personnes sont mortes entre 1946 et 1947 à la suite de la famine provoquée par les réquisitions soviétiques alors qu'on était en période de mauvaises récoltes (politique déjà appliquée en Ukraine voisine dans les années 1920-1930 (Holodomor).
- 11 324 familles sont déplacées de force hors de Moldavie le 6 juillet 1949 (environ 40 850 personnes).

En 1950 plus de 220 000 « indésirables » ou « nuisibles » avaient déjà été déportés hors du pays, dont 49 000 étaient encore en vie sur les lieux de leur déportation (toujours dans Bougaï). La mort de Staline ne met pas fin aux déportations : entre 1954 et 1964, 300 000 autres familles ont été déplacées vers la Russie et le Kazakhstan.

### L'émergence d'un État indépendant
La dissidence renaît entre 1969 et 1971, avec un « Front patriotique » clandestin, monté par des jeunes intellectuels à Chișinău, qui rassemble plus d'une centaine de membres. Ceux-ci se proposent de lutter pour la mise en place d'une République démocratique moldave, dans le cadre de sa scission vis-à-vis de l'URSS et de son union avec la Roumanie, comme cela s'était déjà passé en 1917-1918 avec l'ancienne Bessarabie russe, détachée de la Moldavie 105 ans auparavant (1812) par la Russie.
En décembre 1971, à la suite d'une note d'information écrite par Ion Stănescu, le président du Conseil de sécurité de l'État de la république socialiste de Roumanie, à Iouri Andropov, le chef du KGB, trois des chefs du Front Patriotique National, Alexandru Usatiuc-Bulgar, Gheorghe Ghimpu et Valeriu Graur, de même qu'une quatrième personne, Alexandru Soltoianu, chef d'un mouvement clandestin similaire en Bucovine du Nord, sont arrêtés et plus tard condamnés à de longues peines de prison.
En février 1988, les premières manifestations tolérées se déroulent à Chișinău. D'abord pro-perestroika, elles deviennent bientôt antigouvernementales et demandent un statut de langue officielle pour le roumain en lieu et place du russe.
Le 31 août 1989, à la suite d'une manifestation forte de 600 000 participants à Chișinău quatre jours auparavant, le roumain (re-)devient langue officielle en Moldavie.
En 1990 se tiennent les premières élections parlementaires libres, et voient la victoire du Frontul Popular (le Front populaire). Un gouvernement conduit par Mircea Druc, l'un de chefs du Frontul Popular, se forme. Le nom de la RSSM est modifié : la République socialiste soviétique moldave devient la république socialiste soviétique de Moldavie et enfin à son indépendance la république de Moldavie (Republica Moldova) tout court. Les minorités, descendant en grande partie des colons implantés depuis 1945, s'inquiètent, et les ultras des deux bords vont mettre le feu aux poudres. Côté roumanophone, certains promettent aux colons « la valise ou le cercueil » et côté slavophones, des leaders comme Stefan Topal (Gök-Oguz) ou Igor Smirnov (Russe), soutenus par la 14e armée soviétique commandée par Alexandre Lebed, demandent à rester en URSS et menacent de faire sécession en cas d'indépendance. Certains analystes (Jean-Baptiste Naudet) pensent que des « ultras » des deux côtés émargeaient en fait au KGB dans le but d'enrayer le processus d'émancipation. Ce sera peine perdue. 
La république de Moldavie proclame son indépendance en août 1991, immédiatement reconnue par la Roumanie (qui manifeste ainsi son absence de revendications sur le pays) puis par la communauté internationale. La RSSM a vécu. Les frontières du nouvel État, établies le 2 août 1940 restent inchangées, le gouvernement affirmant n'avoir aucune revendication territoriale sur l'Ukraine, mais cela n'empêchera pas Stefan Topal et Igor Smirnov de faire quand même sécession : une guerre s'ensuivra en 1992 entre la Moldavie et la 14e armée russe: victorieuse, cette dernière soustrait au nouvel État 20 % de son territoire, érigé en républiques autoproclamées. Si les Gök-Oguz sont ensuite rentrés dans le rang lors d'une négociation avantageuse (1994), Igor Smirnov et ses amis constituent alors une zone de non-droit et de trafics divers aux portes de l'Union Européenne, comme en témoigne l'ouvrage de Xavier Deleu. Cette république de Transnistrie poursuit ensuite un certain développement économique encouragé par les investissements de la fédération de Russie qui lui donnent un meilleur niveau de vie qu'en Moldavie.